# دانیلو مارتلی
دانیلو مارتلی (انگلیسی: Danilo Martelli; ۲۷ مهٔ ۱۹۲۷ – ۴ مهٔ ۱۹۴۹) بازیکن فوتبال اهل ایتالیا بود.
از باشگاه‌هایی که در آن بازی کرده‌است می‌توان به باشگاه فوتبال برشا و باشگاه فوتبال تورینو اشاره کرد.